# Eunesaulax terebratus
Eunesaulax terebratus är en stekelart som beskrevs av Vladimir Ivanovich Tobias 1990. Eunesaulax terebratus ingår i släktet Eunesaulax och familjen bracksteklar. Inga underarter finns listade i Catalogue of Life.